# 웡원하오

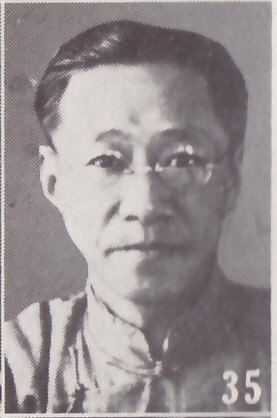

웡원하오(중국어 간체자: 翁文灏, 정체자: 翁文灝, 병음: Wēng Wénhào, 한자음: 옹문호, 1889년 7월 25일 ~ 1971년 1월 27일)는 중국의 지질학자이자 정치인이다. 청나라 저장성 츠시시에서 태어났다. 자는 용니(중국어: 咏霓, 한자음: 영예) 또는 용녠(중국어: 永年, 한자음: 영년)이며, 호는 쥰다(중국어 간체자: 君达, 정체자: 君達, 한자음: 군달) 또는 췌스(중국어 간체자: 悫士, 정체자: 慤士, 한자음: 각사)이다.
최초의 현대의 중국인 지질학자들 중 한 명이고 현대 중국 지질학의 토대를 세운 사람이며 현대 중국 석유 산업의 아버지이다. 1948년 11월 5일부터 11월까지 웡원하오는 중화민국 행정원의 원장을 지냈다.
1971년, 베이징시에서 사망했다.